# Heinz Bennent
Heinz Bennent, född 18 juli 1921 i Stolberg, Tyska riket, död 12 oktober 2011 i Lausanne, Schweiz, var en tysk skådespelare inom teater och film. Under 1970-talet hade han roller i flera uppmärksammade filmer. Han var även verksam vid teaterscener som Münchner Kammerspiele och Residenztheater. Han är far till skådespelaren David Bennent.

## Filmografi, urval
- 1975 – Katharina Blums förlorade heder
- 1975 – De måste dömas
- 1977 – Ormens ägg
- 1979 – Blecktrumman
- 1979 – Stunder av lycka
- 1979 – Systrar
- 1980 – Sista tåget
- 1980 – Ur marionetternas liv
- 1995 – En fransk kvinna

## Fotnoter
1. 1 2  Discogs, Discogs artist-ID: 3180275, läst: 9 oktober 2017.[källa från Wikidata]
2. 1 2  filmportal.de, Filmportal-ID: 766c06e29b2b496ba7f24b8798e3038f, läst: 9 oktober 2017.[källa från Wikidata]
3. ↑  Brockhaus Enzyklopädie, Brockhaus Enzyklopädie-ID: bennent-heinz.[källa från Wikidata]
4. ↑  läs online, www.faz.net  .[källa från Wikidata]
5. ↑  Gemeinsame Normdatei, läst: 31 december 2014.[källa från Wikidata]